# Franz Wilhelm Beidler
Franz Wilhelm Beidler (* 16. Oktober 1901 in Bayreuth; † 3. August 1981 in Zürich) war ein Schweizer Publizist. Bekannt wurde er als „erster Enkel“ Richard Wagners.

## Biographie
Beidler war der Sohn des Schweizer Dirigenten Franz Beidler (1872–1930) und seiner Ehefrau Isolde (1865–1919), der ersten Tochter von Cosima und Richard Wagner.
Cosima hat ihre Tochter Isolde (bei deren Geburt sie noch mit Hans von Bülow verheiratet war) nicht als legitime Wagner-Erbin anerkannt und dies in einem Gerichtsprozess (Beidler-Prozess, 1913 in München) durchgesetzt, so dass ihr Sohn Franz Wilhelm von der Bayreuther „Thronfolge“ ausgeschlossen wurde, obwohl er der erste Enkel Richard Wagners war. Der „juristisch“ erste Enkel Wieland Wagner wurde erst 1917 geboren (siehe Richard Wagner (Familie)).
Beidler studierte zunächst Rechts- und Staatswissenschaften in Berlin. 1929 wurde er zum Dr. phil. promoviert. Anschließend war er Mitarbeiter des Musikpädagogen und Kulturpolitikers Leo Kestenberg im Preußischen Ministerium für Wissenschaft, Kunst und Volksbildung. Er lehnte den Nationalsozialismus unmissverständlich ab und unterstützte sozialistische Bewegungen der Weimarer Republik. Nach der Machtübernahme Hitlers emigrierte er zunächst nach Paris und dann nach Zürich und gehörte dort zu dem Freundeskreis um Thomas Mann. Beidler wurde 1943 Generalsekretär des Schweizer Schriftstellerverbandes und blieb dies über 29 Jahre. Er publizierte zahlreiche Aufsätze (u. a. in der Neuen Zürcher Zeitung) zum Werk Richard Wagners, den er immer als sozialrevolutionären Dichterkomponisten sah. Er arbeitete Jahrzehnte an seinem Hauptwerk, einer Biographie seiner Großmutter Cosima Wagner, der er eine „Tendenzverschiebung“ der Werke Richard Wagners vorwarf. Die Biographie mit dem Titel Cosima Wagner-Liszt, Der Weg zum Wagner-Mythos wurde 1997 durch Dieter Borchmeyer herausgegeben.
1946 wurde er von der Stadt Bayreuth als Kandidat für die Festspielnachfolge eingeladen, hatte aber nur kurzfristige Chancen. 
Franz Wilhelm Beidler war seit 1923 mit der Jüdin Ellen Annemarie Gottschalk (1903–1945) verheiratet und hatte mit ihr die Tochter Dagny Ricarda Beidler (* 1942).

## Bayreuth-Kritik
Nach dem Krieg sprach Beidler offen über die „Mitverantwortung“ Bayreuths für das Aufkommen des Nationalsozialismus:
„Wenn im Nationalsozialismus überhaupt eine Ideologie, eine Gesinnung enthalten ist, so ist es zu einem erschreckend großen Teil Bayreuths Gesinnung.“
Nachdem er kurzzeitig als Leiter der Bayreuther Festspiele vorgesehen war, entwickelte er 1947 „Richtlinien“ für deren Neugestaltung und schlug eine Stiftung vor, für die er als Ehrenpräsident Thomas Mann gewinnen wollte. Seine Ideen scheiterten am Widerstand der Wagner-Familie. Franz W. Beidler hat nach dem Krieg nie die Bayreuther Festspiele besucht (er weigerte sich „zu vergessen“) und starb 1981 in Zürich.

## Schriften
- Der Kampf um den Zolltarif im Reichstag 1902. Ein Beitrag zur Geschichte des deutschen Parlamentarismus. Frankenstein & Wagner, Leipzig 1929 (Diss. Berlin).
- Wagner als Idee. In: Melos. Bd. 12 (1933, 2), S. 39–43.
- Cosima Wagner-Liszt, Der Weg zum Wagner-Mythos. Ausgewählte Schriften des ersten Wagner-Enkels und sein unveröffentlichter Briefwechsel mit Thomas Mann. Hrsg. von Dieter Borchmeyer. Pendragon, Bielefeld 1997, ISBN 3-923306-86-5.